# Розлад контролю імпульсів
Розлад контролю імпульсів («РКІ», англ. Impulse-control disorder, «ICD») — це клас психічних розладів, що характеризуються імпульсивністю, тобто нездатністю протистояти спокусі, потягу чи іншому імпульсові; або нездатність не озвучувати усі свої думки. Багато психіатричних розладів характеризуються імпульсивністю, включаючи такі розлади: розлад пов'язаний з психоактивними речовинами, поведінкові залежності, синдром порушення активності та уваги, фетальні алкогольні синдроми, антисоціальний розлад особистості, емоційно нестабільний розлад особистості, поведінковий розлад та деякі розлади настрою.
П'яте видання «Діагностичного і статистичного посібника з психічних розладів» («DSM-5») «Американської психіатричної асоціації», яке було опубліковано у 2013 році, включає нову главу (не у «DSM-IV-TR») про руйнівний, контролювальний імпульси, і поведінкові розлади, описуючи їх як ті які "характеризуються проблемами емоційного та поведінкового самоконтролю". Імпульсивність характеризують п'ять поведінкових стадій: імпульс, зростальна напруга, задоволення від дії, звільнення від бажання і, нарешті, почуття провини (яке може виникнути або не виникнути).

## Типи
Розлади, що характеризуються імпульсивністю, які не були класифіковані в інших категоріях «DSM-IV-TR», також були включені в категорію «Розлади контролю над імпульсами, не класифіковані в інших рубриках». Трихотіломанія (тягання за волосся) і здирання шкіри були перенесені у «DSM-5» до розділу про обсесивно-компульсивні стани. Крім того, инші розлади, які конкретно не перераховані в цій категорії, часто класифікуються як розлади імпульсивності. Термінологія була змінена у DSM-V з «Инакше не засекречено» на «Не засекречено».

### Сексуальний вимус
Сексуальний вимус включає підвищений потяг до сексуальної поведінки або подібних думок. Цей вимус також може призвести до кількох наслідків у житті людини, включаючи ризикований вибір партнера, підвищення ймовірності ХПСШ і депресії, а також небажану вагітність. Через секретність розладу ще не було точно визначено його поширеність. Проте дослідження, проведені на початку 1990-х років у Сполучених Штатах, дали оцінки поширеності між 5–6% населення США, причому випадків у чоловіків було більше, ніж у жінок.

### Інтернет-залежність
Розлад інтернет-залежності лише нещодавно був взятий до уваги та був доданий як форма «РКІ». Він характеризується надмірним і шкідливим використанням інтернету зі збільшенням кількості часу, витраченого на спілкування у чаті, вебсерфинґ, азартні ігри, онлайн-покупки, або перегляд порнографії. Повідомлялося про надмірне та проблематичне використання інтернету в усіх вікових, соціальних, економічних та освітніх групах. Хоча спочатку вважалося, що це трапляється переважно у чоловіків, підвищення частоти використання спостерігалося також і у жінок. Однак епідеміологічне дослідження для визначення його поширеності ще не проводилося.

### Компульсивні покупки
Розлад компульсивних покупок або придбання характеризується частим непереборним бажанням робити покупки, навіть якщо покупки не потрібні або не дозволені. За оцінками, поширеність нав'язливих покупок у США становить 2–8% серед дорослого населення, причому 80–95% із цих випадків становлять жінки. Вважається, що розлад починається у підлітковому віці або на початку двадцятих років, і розлад зазвичай вважається хронічним.

### Піроманія
Піроманія характеризується імпульсивними та повторюваними потягами до навмисного розпалювання пожежі. Через його природу кількість досліджень, проведених для підпалу, зрозуміло обмежена. Проте дослідження, проведені серед дітей й підлітків з піроманією, показали, що поширеність цього розладу становить від 2,4 до 3,5% у Сполучених Штатах. Було також помічено, що випадки підпалу є більш поширеними серед неповнолітніх хлопців, ніж дівчат того ж віку.

### Періодичний вибуховий розлад
Періодичний вибуховий розлад або «ПВР» — це клінічний стан повторюваних агресивних епізодів, які не відповідають будь-якому поточному стресору у пацієнта. Попередні дослідження повідомляли про рівень поширеності між 1–2% у клінічних умовах, однак дослідження, проведене Коккаро та його колегами у 2004 році, повідомляло про 11,1% поширеності протягом життя та 3,2% поширеності за один місяць у вибірці помірної кількості осіб (n=253). Ґрунтуючись на дослідженні, Коккаро та його колеги оцінили поширеність «ПВР» у 1,4 мільйона осіб у США та 10 мільйонів із «ПВР» протягом життя.

### Клептоманія
Клептоманія характеризується імпульсивним бажанням красти виключно заради задоволення. У США наявність клептоманії невідома, але оцінюється в 6 випадків на 1000 осіб. Клептоманія також вважається причиною 5% щорічних крадіжок у магазинах у США. Якщо це правда, то 100 000 арештів щорічно здійснюються в США через клептоманську поведінку.

## Ознаки та симптоми
Ознаки та симптоми розладів контролю імпульсів відрізняються залежно від віку постраждалих від них людей, фактичного типу контролю імпульсів, з яким вони борються, середовища, в якому вони живуть, і від їхньої статті.

### Супутні розлади та хвороби
Ускладнення пізньої хвороби Паркінсона можуть включати низку розладів контролю імпульсів, включаючи вживання їжі, купівлю, пристрасне захоплення азартними іграми, сексуальну поведінку та пов'язану з ними поведінку (пандинґ, хобі та прогулянка). Дослідження поширеності свідчать про те, що «РКІ» зустрічаються у 13,6–36,0% пацієнтів із хворобою Паркінсона, які мають принаймні одну форму «РКІ». Патологічна пристрасть до азартних ігор і розлади особистості значною мірою поєднуються, і вважається, що це частково спричинено їх загальною «генетичною вразливістю». Ступінь спадковості «РКІ» подібний до инших психічних розладів, включаючи розлади вживання психоактивних речовин. Також було виявлено генетичний фактор розвитку «РКІ», як і розладів, пов'язаних із вживанням психоактивних речовин. Ризик субклінічної ПГ у популяції пояснюється ризиком алкогольної залежності приблизно на 12-20% генетичних і 3-8% екологічних факторів. Існує високий рівень супутніх захворювань між СДУГ та іншими розладами контролю імпульсів.

## Механізм
Дисфункція смугастого тіла може виявитися зв'язком між «ОКР», «РКІ» та «РПР». Згідно з дослідженнями, «імпульсивність», яка виникає на пізніх стадіях «ОКР», спричинена прогресивною дисфункцією вентрального стриарного кола. У той час як у випадку «РКІ» та «РПР» посилення дисфункції дорсального смугастого ланцюга збільшує «поведінку «РКІ» та «РПР», яка обумовлена компульсивними процесами». «ОКР» та «РКІ» традиційно розглядаються як два дуже різні розлади, перший, як правило, обумовлений бажанням уникнути шкоди, тоді як другий — «поведінкою, що прагне винагороди». Попри це, існує певна поведінка, схожа в обох, наприклад, компульсивні дії пацієнтів з «РКІ» та поведінка пошуку винагороди (наприклад, накопичення) у пацієнтів з «ОКР».

## Лікування
Розлади контролю над імпульсами мають два варіанти лікування: психосоціальне та фармакологічне. Методика лікування визначається наявністю супутніх захворювань.

### Фармакологічне
У разі патологічної пристрасті до азартних ігор, флувоксамін, кломіпрамін, виявився ефективним у лікуванні, зменшуючи проблеми патологічної пристрасті до азартних ігор у суб'єкта до 90%. У той час як у випадку трихотилломанії, застосування кломіпраміну знову було визнано ефективним, флуоксетин не дав настільки стійких позитивних результатів. Проте флуоксетин дав позитивні результати у лікуванні патологічного розладу здирання шкіри, хоча для отримання висновку про цю інформацію необхідні додаткові дослідження. Флуоксетин також оцінювали для лікування «ПВР» та продемонстрували значне покращення у зниженні частоти та тяжкості імпульсивної агресії та дратівливості у вибірці зі 100 суб'єктів, які були рандомізовані у 14-тижневе подвійне сліпе дослідження. Попри значне зниження імпульсивної агресивної поведінки порівняно з початковим рівнем, лише 44% пацієнтів, які відреагували на флуоксетин, і 29% усіх пацієнтів, які приймали флуоксетин, вважалися такими, що перебувають у стані повної ремісії наприкінці дослідження. Пароксетин показав певну ефективність, хоча результати суперечливі. Инший препарат, есциталопрам, показав, що покращує стан суб'єктів патологічної азартної залежності з симптомами тривоги. Результати свідчать про те, що хоч СІЗЗС і показали позитивні результати у лікуванні патологічної схильності до азартних ігор, але також були отримані суперечливі результати з використанням СІЗЗС, що може свідчити про неврологічну гетерогенність у спектрі розладів контролю імпульсів.

### Психосоціальне
Психосоціальний підхід до лікування «РКІ» включає когнітивно-поведінкову терапію («КПТ»), яка, вважається, має позитивні результати у випадку лікування патологічної залежності від азартних ігор та сексуальної залежності. Існує загальний консенсус, що когнітивно-поведінкова терапія пропонує ефективну модель втручання.
- Патологічна азартна пристрасть

Доведено, що систематична десенсибілізація, аверсивна терапія, прихована сенсибілізація, уявна десенсибілізація та контроль стимулів є успішними у лікуванні проблем патологічної азартної пристрасті. Крім того, «когнітивні методи, такі як психонавчання, когнітивна реструктуризація та запобігання рецидивам» довели свою ефективність у лікуванні таких випадків.
- Піроманія

Піроманію важче контролювати у дорослих через відсутність співпраці; однак «КПТ» є ефективним у лікуванні дітей-піроманів. (Фрей 2001)
- Періодичний вибуховий розлад

Поряд з декількома іншими методами лікування когнітивно-поведінкова терапія також виявилася ефективною у випадку періодичного вибухового розладу. Терапія когнітивної релаксації та навичок подолання (англ. Cognitive Relaxation and Coping Skills Therapy, «CRCST»), яка складається з 12 сеансів, починаючи спочатку з тренінгу релаксації, потім когнітивної реструктуризації, і закінчуючи проведенням експозиційної терапії. Пізніше основна увага зосереджується на протистоянні агресивним імпульсам і вживанні инших профілактичних заходів.
- Клептоманія

У випадку клептоманії методи когнітивної поведінки, що використовуються у цих випадках, складаються з: прихованої сенсибілізації, уявної десенсибілізації, систематичної десенсибілізації, аверсивної терапії, техніки релаксації та «альтернативних джерел задоволення».
- Компульсивні придбання

Хоч компульсивні придбання підпадають під категорію розладу контролю над імпульсами – инакше не визначено у «DSM-IV-TR», деякі дослідники припускають, що цей розлад складається з основних ознак, які представляють розлади контролю над імпульсами, включаючи: попереднє напруження, бажання, яким важко протистояти, і полегшення або задоволення після вчинення бажаних дії. Ефективність когнітивно-поведінкової терапії при нав'язливих покупках ще достеменно не визначена; однак загальні методи лікування включають: запобігання впливу та відповіді, запобігання рецидивам, когнітивну реструктуризацію, приховану сенсибілізацію та контроль стимулів.